# Wangapeka (rivière)
La rivière Wangapeka  (anglais : Wangapeka River) est un cours d’eau du district de Tasman, dans la région de Tasman de l’île du Sud de la Nouvelle-Zélande et un affluent gauche du fleuve Motueka.

## Géographie
Elle prend naissance à partir de deux branches, la branche nord et la branche sud, situées dans la chaîne de « Matiri Range » dans le parc national de Kahurangi. Les deux branches se rencontrent à 25 kilomètres au sud-est de la ville de Karamea. La rivière s’écoule globalement vers le nord-est pour atteindre le fleuve Motueka à 30 kilomètres au sud de la ville de Motueka.

## Aménagements et écologie
La vallée de la rivière Wangapeka était le site d’un important champ aurifère durant la fin des années 1860, et est mentionnée dans quelques-unes des versions de la chanson folklorique de Nouvelle-Zélande intitulée "Bright Fine Gold".